# Liste der Mitglieder des Landtages (Freistaat Lippe) (1. Wahlperiode)
Liste der Mitglieder der 1. Wahlperiode des lippischen Landtages 1919–1921, gewählt in der Landtagswahl in Lippe 1919.

## Mitglieder
| Name                       | Partei    | Listenplatz | Anmerkung |
| -------------------------- | --------- | ----------- | --- |
| Wilhelm Alter              | LWV (DVP) | 1           | Mandatsniederlegung am 28. Juni 1920. Nachfolger wurde Adolf Meier                                                    |
| Walter Baumgarten          | DNVP      | 6           | Nachrücker für August Wessel                                                                                          |
| Clemens Becker             | SPD       | 5           | Legte nach der Wahl ins Landespräsidium am 19. Dezember 1919 das Mandat nieder. Nachrücker wurde August Tölle         |
| Auguste Bracht             | SPD       | 2           | |
| August Brauns              | SPD       | 11          | |
| Gustav Biesemeier          | DDP       | 2           | |
| Hermann Bussemeier         | DDP       | 6           | Nachrücker für Max Staercke                                                                                           |
| Heinrich Drake             | SPD       | 3           | Legte nach der Wahl ins Landespräsidium am 19. Dezember 1919 das Mandat nieder. Nachrücker wurde Albert Schütte       |
| Friedrich Wilhelm Eikmeier | DDP       | 4           | |
| Christian Hoppenstock      | SPD       | 12          | Nachrücker für Heinrich Pieper                                                                                        |
| Heinrich Klaus             | SPD       | 15          | |
| Simon Kreiling             | DNVP      | 3           | |
| Wilhelm Krieger            | DNVP      | 2           | |
| Friedrich Kuhlemeier       | DDP       | 5           | Nachrücker für Adolf Neumann-Hofer                                                                                    |
| Ernst Kuhlemann            | SPD       | 10          | |
| Wilhelm Kuhlmann           | DNVP      | 5           | |
| Clara Lüken                | LWV (DVP) | 3           | Nachrückerin für Adolf Meier                                                                                          |
| Wilhelm Mademann           | SPD       | 7           | Landtagspräsident |
| Adolf Meier                | LWV (DVP) | 2           | Nachrücker für Wilhelm Alter. Verstarb im November 1920. Nachfolger wurde Clara Lüken                                 |
| Wilhelm Meier              | SPD       | 4           | |
| Heinrich Mesch             | SPD       | 9           | |
| Adolf Neumann-Hofer        | DDP       | 1           | Legte nach der Wahl ins Landespräsidium am 19. Dezember 1919 das Mandat nieder. Nachrücker wurde Friedrich Kuhlemeier |
| Heinrich Pieper            | SPD       | 6           | Mandatsniederlegung am 8. November 1919. Nachrücker wurde Christian Hoppenstock                                       |
| Otto Preuß                 | DNVP      | 1           | |
| Heinrich Saake             | SPD       | 8           | |
| August Schmuck             | SPD       | 1           | |
| Albert Schütte             | SPD       | 13          | |
| Max Staercke               | DDP       | 2           | Mandatsniederlegung am 1. Juli 1920. Nachrücker wurde Hermann Bussemeier                                              |
| August Tölle               | SPD       | 14          | |
| August Wessel              | DNVP      | 4           | Mandatsniederlegung am 18. Juli 1919. Nachrücker wurde Walter Baumgarten                                              |